# Generation Yes

Logo im Stil der 70er-Jahre

Generation Yes war eine politische Bewegung, die in Irland für die Zustimmung zum Vertrag von Lissabon warb. Die Bewegung wurde am 24. April 2009 gegründet. Generation Yes wendete sich vor allem an junge Wähler.

## Hintergrund
Die Mitglieder von Generation Yes nutzten in erster Linie neue Medien wie Blogs und Soziale Netzwerke. Andrew Byrne, der Leiter der Kampagne, sprach gegenüber der Irish Times von einer Graswurzelbewegung. Selbst Mitglied einer grünen Party, betonte Byrne, dass die Bewegung politisch unabhängig sei. „Lissabon ist zu wichtig, um den Vertrag den Politikern zu überlassen.“
Am 1. Oktober 2009, einen Tag vor der Abstimmung, hatte Generation Yes bei Facebook über 5000 eingetragene Unterstützer („Fans“). Die größte unter den Bürgergruppen, die für den Vertrag warben, war Ireland for Europe.